# Korejovce
Korejovce es un municipio del distrito de Svidník en la región de Prešov, Eslovaquia, con una población estimada a final del año 2024 de 69 habitantes.
Se encuentra ubicado en el centro-norte de la región, cerca del río Ondava (cuenca hidrográfica del río Tisza) y de la frontera con  Polonia.

## Demografía
| Año        | 1994 | 2004 | 2014     | 2024     |
| ---------- | ---- | ---- | -------- | -------- |
| Población  | 66   | 66   | 79       | 69       |
| Diferencia |      | +0 % | +19,69 % | −12,65 % |

| Año        | 2023 | 2024    |
| ---------- | ---- | ------- |
| Población  | 71   | 69      |
| Diferencia |      | −2,81 % |